# Louis Thern

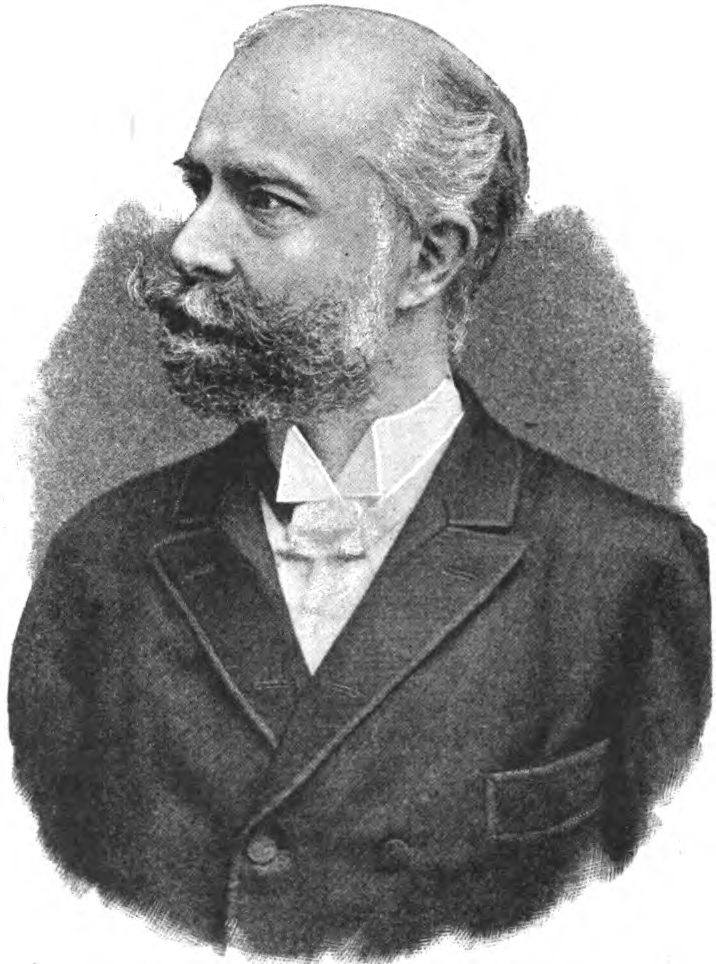
Louis Thern

Louis Carl Paul Thern (* 18. Dezember 1848 in Budapest; † 12. März 1920 in Wien) war ein österreichisch-ungarischer Pianist und Musikpädagoge. Er war der Sohn des ungarischen Komponisten deutscher Familienabstammung Karl Thern.

## Leben und Werk
Louis Thern studierte zusammen mit seinem älteren Bruder Willy Thern zunächst bei seinem Vater. Erste Auftritte mit seinem Bruder Willy als Klavierduo erfolgten bereits 1854 in Pest. Ab 1864/1865 studierten beide am Konservatorium Leipzig bei Carl Reinecke und Ignaz Moscheles. Sie absolvierten beide das Hauptfach Klavier und nahmen anschließend Unterricht bei Franz Liszt.
Ab 1866 wurden Louis und Willy Thern ein europaweit bekanntes Klavierduo. Sie waren jährlich in London und Liverpool zu hören, gingen auf ausgedehnte Tourneen in Belgien, den Niederlanden und in Deutschland. Sie spielten in Pariser Modesalons und befreundeten sich mit Persönlichkeiten wie Fürst Metternich, Gioachino Rossini und Hector Berlioz. Louis Thern zog 1880 nach Wien, wo er ab 1884 wie sein Bruder Klavier an der Horak’schen Musikschule unterrichtete. Von 1900 bis 1908 unterrichtete Louis Thern dann Klavier am Konservatorium der Gesellschaft der Musikfreunde und von 1909 bis zu seiner Versetzung in den Ruhestand im November 1919 an der Akademie für Musik und darstellende Kunst Wien.
am Wiener Konservatorium der Gesellschaft der Musikfreunde unterrichtete.
Zu ihrem Repertoire gehörten neben Bach, Mozart und Beethoven auch Werke von Franz Liszt, der oft ihre Konzerte besuchte und sogar mit ihnen auftrat.
Die Pianistenbrüder arrangierten auch Klaviermusik für vier Hände, darunter …
- das erste und dritte Klavierkonzert von Ludwig van Beethoven.
- 15 Streichquartette, ein Satz aus einem Klaviertrio und mehrere Sinfonien von Joseph Haydn.
- drei Klavierquartette, zwei Streichquintette und das Oktett in Es-Dur op. 20 von Felix Mendelssohn Bartholdy.

Franz Liszt widmete seine vierhändige Transkription von vier Klaviermärschen von Franz Schubert Willi und Louis Thern.